# Brunssummerheide

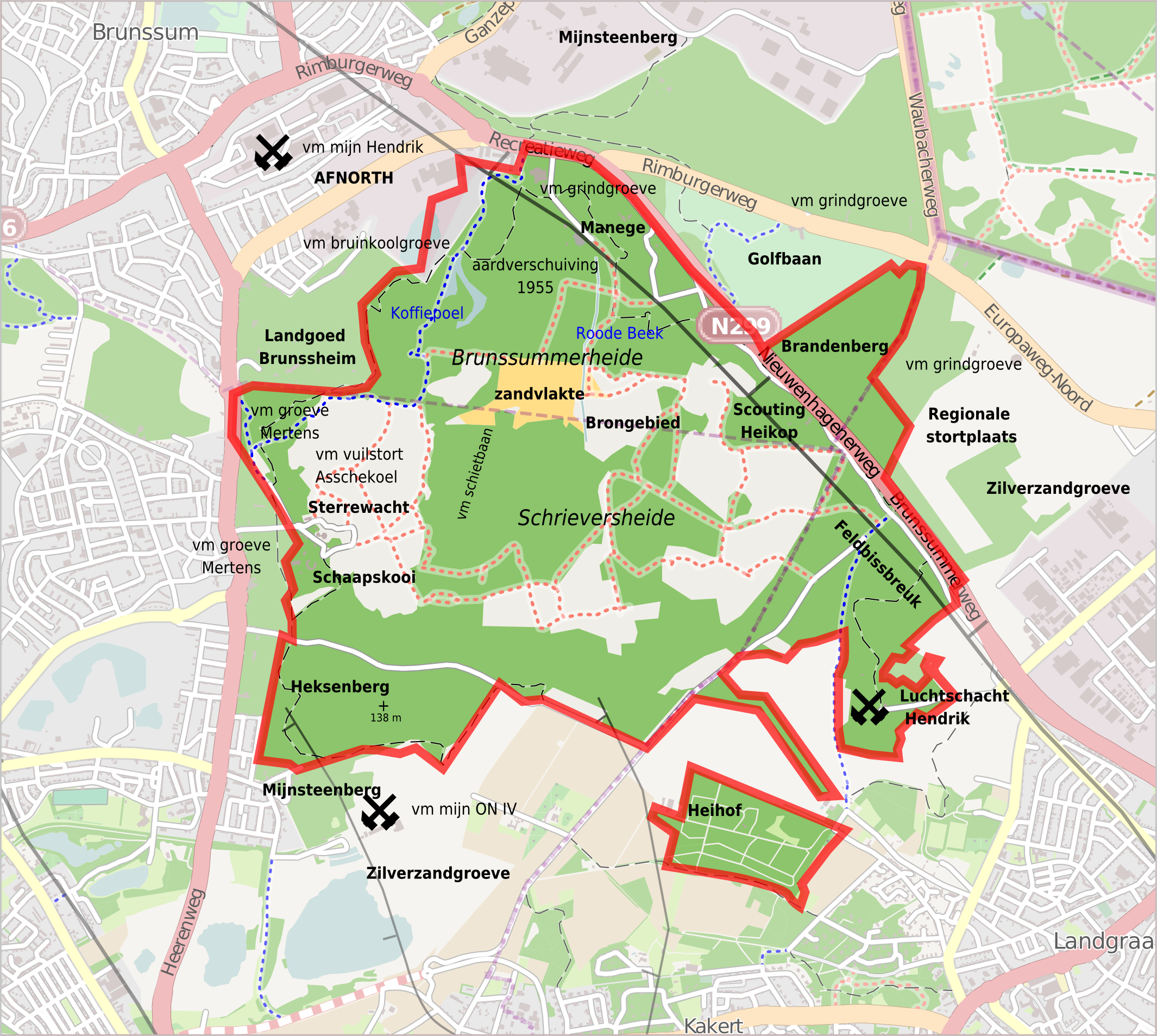
Kaart van de Brunssummerheide, in rood de Natura 2000-grens

De naam Brunssummerheide wordt gebruikt voor een circa 600 hectare groot natuurgebied van Vereniging Natuurmonumenten; dit betreft met name de zogenaamde Schrieversheide. Anderzijds noemt men zo ook het circa 1800 hectare grote recreatiegebied waarin dit natuurgebied ligt. Het recreatiegebied 'Brunssummerheide' ligt in de provincie Limburg, in het zuidoosten van de gemeente Brunssum en aangrenzende gemeenten Heerlen en Landgraaf. Het recreatief gebruik houdt onder andere in wandelen, fietsen, golfen en paardrijden. Tevens bevindt zich er een sterrenwacht en in het gebied ligt ook de Landgraaf Brunssummerheide - Nieuwenhagen, een verdedigingswerk waarvan het stuk op de Brunssummerheide dat rijksmonument is ruim een kilometer lang is.
Ten noordoosten van de Buitenring Parkstad Limburg ligt de Steenberg Emma-Hendrik en de Brandenberg. De Brandenberg behoort tot het Natura2000-gebied, maar ligt ervan afgescheiden door buitenring en door middel van de Natuurbrug Feldbiss ermee is verbonden. Via de Natuurbrug Heidenatuurpark is de Brunssummerheide via de Brandenberg met het Duitse Natura2000-gebied de Teverener Heide verbonden. Deze gebieden zijn onderdeel van het grensoverschrijdende Heidenatuurpark.

## Natuur
De Schrieversheide (op Heerlens grondgebied) is een restant van een  groter heideveld dat deels bebost is geraakt, verdwenen onder een vuilstort of bebouwd. Het werd na de Tweede Wereldoorlog gebruikt als militair oefenterrein. De als waardevol en fraai omschreven Schrieversheide is een van de meer heuvelachtige in Nederland en de enige heide van enige omvang in Zuid-Limburg. Het reliëf uit zich in grote hoogteverschillen met bijbehorende vergezichten. De kweldruk op de bronnen van de Roode Beek is daarom groot. De heide wordt doorsneden door een sterk venig en moerassig beekdal, met veel van de bijbehorende begroeiing. Dit is voor Nederland  bijzonder te noemen.
Als gevolg van bruinkoolwinning door de firma Bergerode tussen de twee wereldoorlogen, was een hoge berg afgegraven dekzand opgeworpen. Op 10 juni 1955 schoof na langdurige regenval deze berg zand in de voormalige groeve, daarbij het daar gelegen zwembad bedekkend. Bij deze aardverschuiving ontstond de Koffiepoel. Als vervanging van het bedolven zwembad werd in 1960-1962 iets verderop, op de grens van Heerlen en Brunssum, aan de Akerstraat/Heerenweg het (latere natuurbad) De Zeekoelen aangelegd. Op het Brunssumse gedeelte werd verder voornamelijk mijnhout aangeplant.
In het zuidwesten van het gebied ligt de Heksenberg naast de gelijknamige wijk. Ook bevindt zich aan de zuidwestrand de Steenberg Oranje-Nassau IV met steenafval van de kolenmijn.
De Brunssummerheide is een Natura 2000-gebied.

## Bedreigingen
In 1934 werd de aanleg van een autocircuit op de Heerlerheide aangekondigd. De Koninklijke Nederlandsche Automobiel Club zocht een locatie voor een nationaal circuit en de plannen van de gemeente Heerlen waren de enige die aan alle eisen voldeden. Men was verheugd over de keuze voor de Brunssumerheide, omdat door de aanleg 'de kans, dat de schoone omgeving daar nu al voor goed verdorven wordt, kleiner geworden is'. Het circuit maakte gebruik van het hele Heerlense grondgebied op de Brunssummerheide. De internationale racefederatie verhoogde echter haar eisen aan circuits, waardoor het werkverschaffingsproject te duur werd. Daarop ging de KNAC met Arnhem praten, en kwam het circuit uiteindelijk in Zandvoort terecht.
Versnippering is een grote bedreiging voor dit natuurterrein. In de jaren tachtig werd een voormalige grindgroeve aan de rand van dit natuurterrein gebruikt om de Golfclub Brunssummerheide aan te leggen. In de jaren negentig waren er plannen om over een deel van de Brunssummerheide een snelweg aan te leggen.
Zandwinning vormt ook een bedreiging voor de Brunssummerheide. Voor het miocene zilverzand, dat beschouwd wordt als een waardevolle grondstof, werden delen van de heide voor de Tweede Wereldoorlog al afgegraven door de firma Mertens. In het verleden zijn op de heide ook grind (Ouverbergstraat) en bruinkool (Koffiepoel) gewonnen.
Een deel van de Brunssummerheide bestaat uit een voormalige vuilstort die is afgedekt. Op dit deel staat onder andere het huidige bezoekerscentrum. Het vuilstort dateert uit de tijd van vóór de huidige milieuwetgeving en hier zijn naast huisvuil ook ziekenhuisafval en afval van een verffabriek gestort. Chemicaliën uit dit vuilstort bewegen zich met het grondwater langzaam in de richting van het Schrieversheideven.

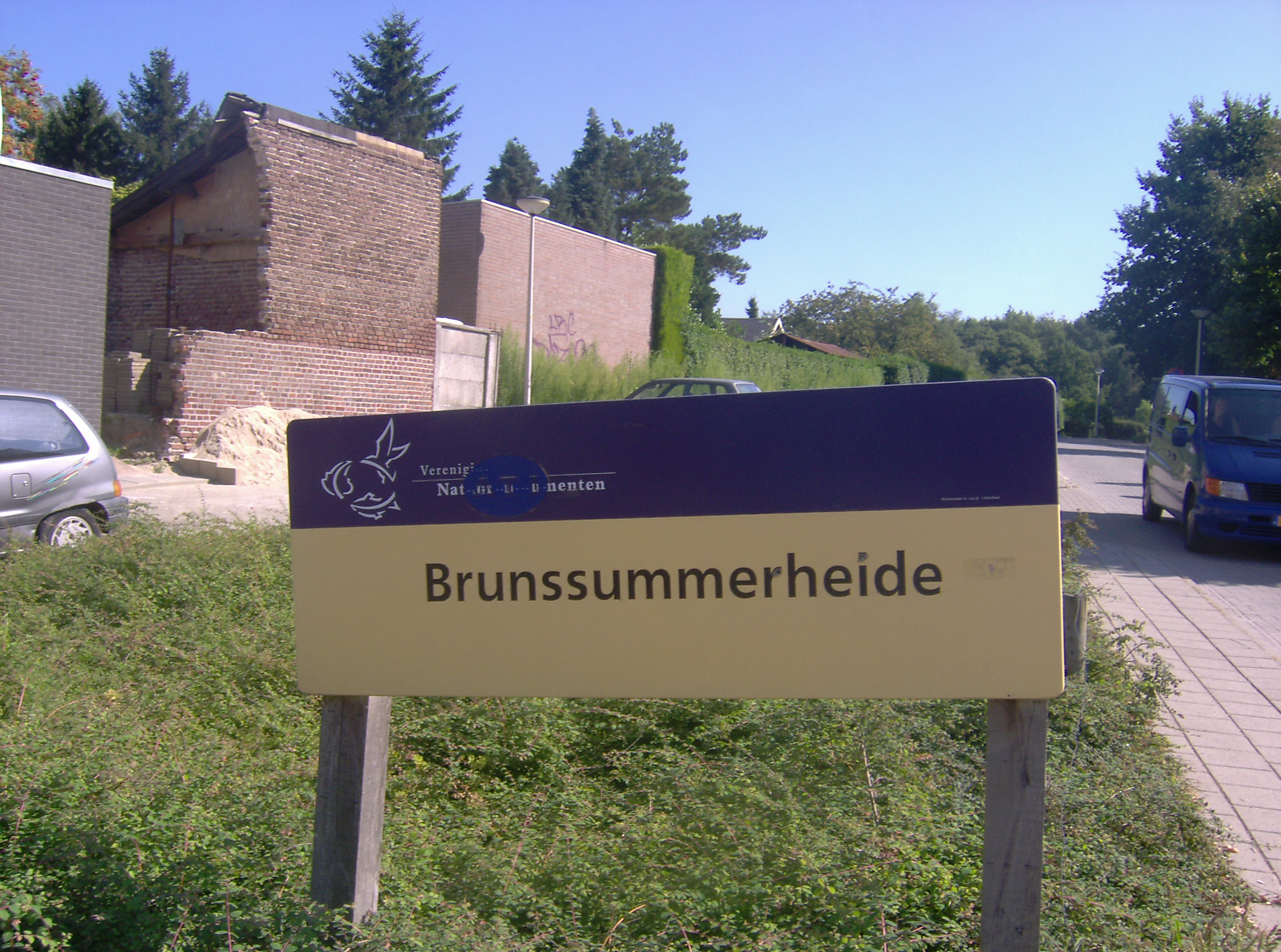
Het toegangsbord van de Brunssummerheide
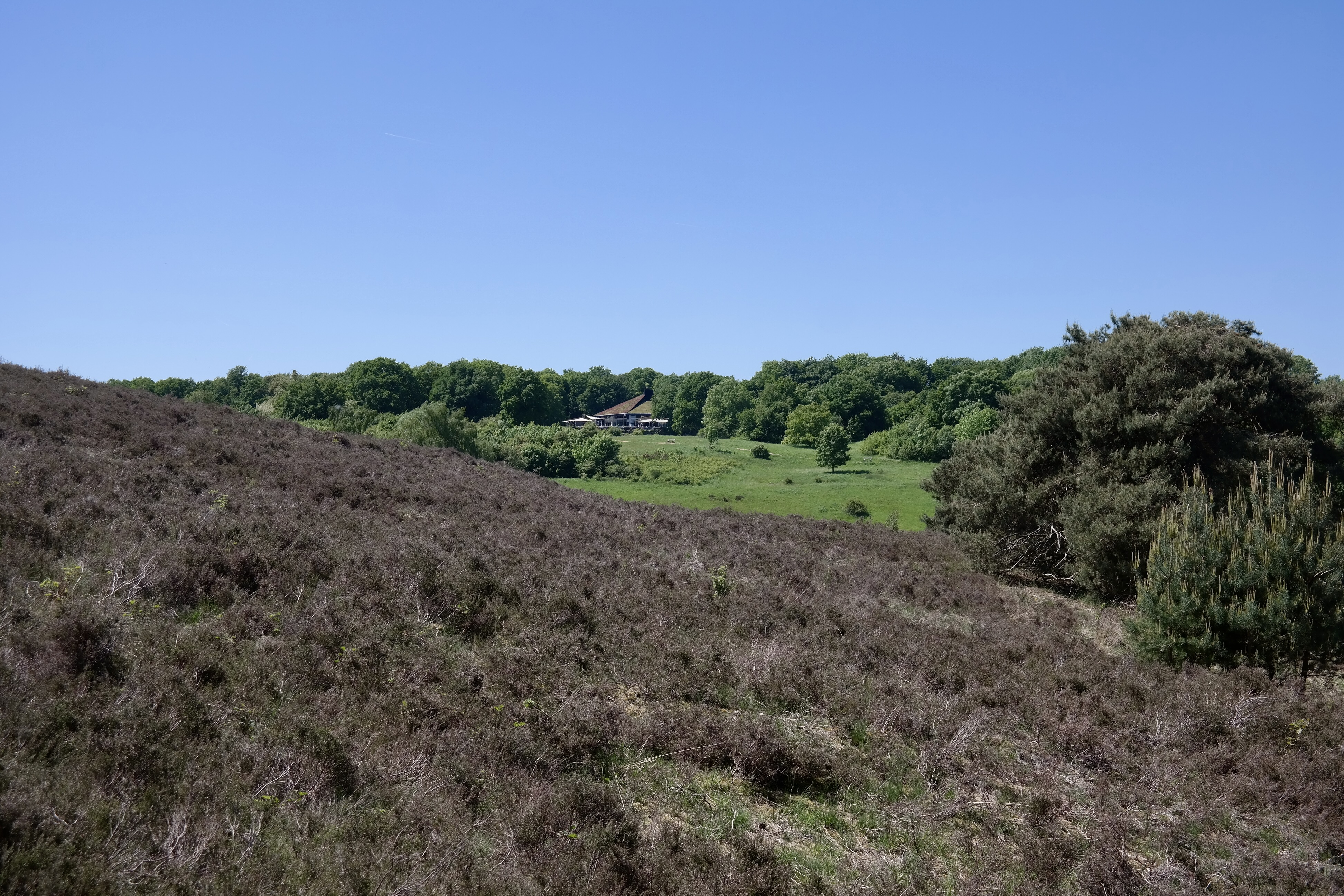
Brunssummerheide met bezoekerscentrum
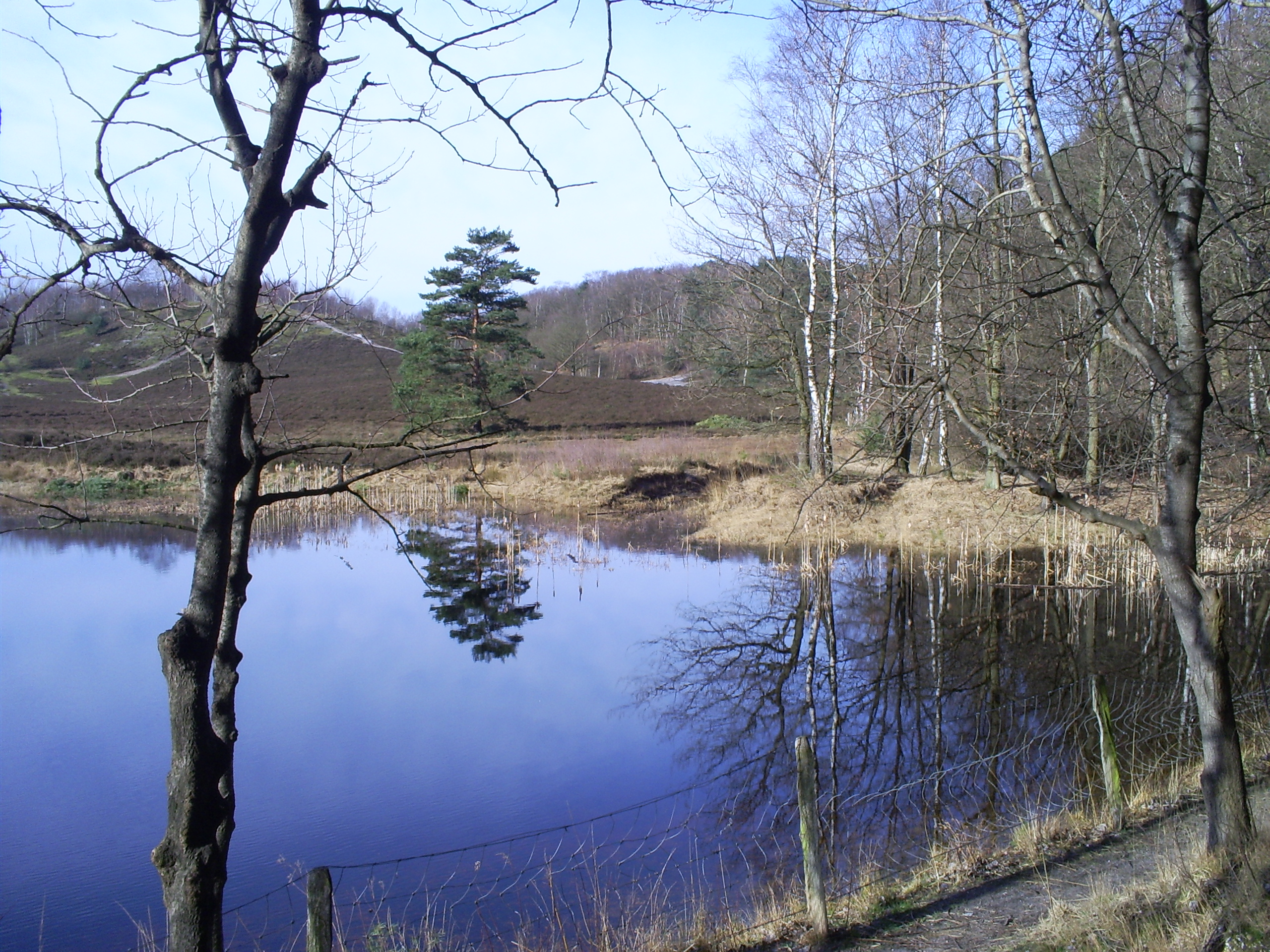
Schrieversheideven
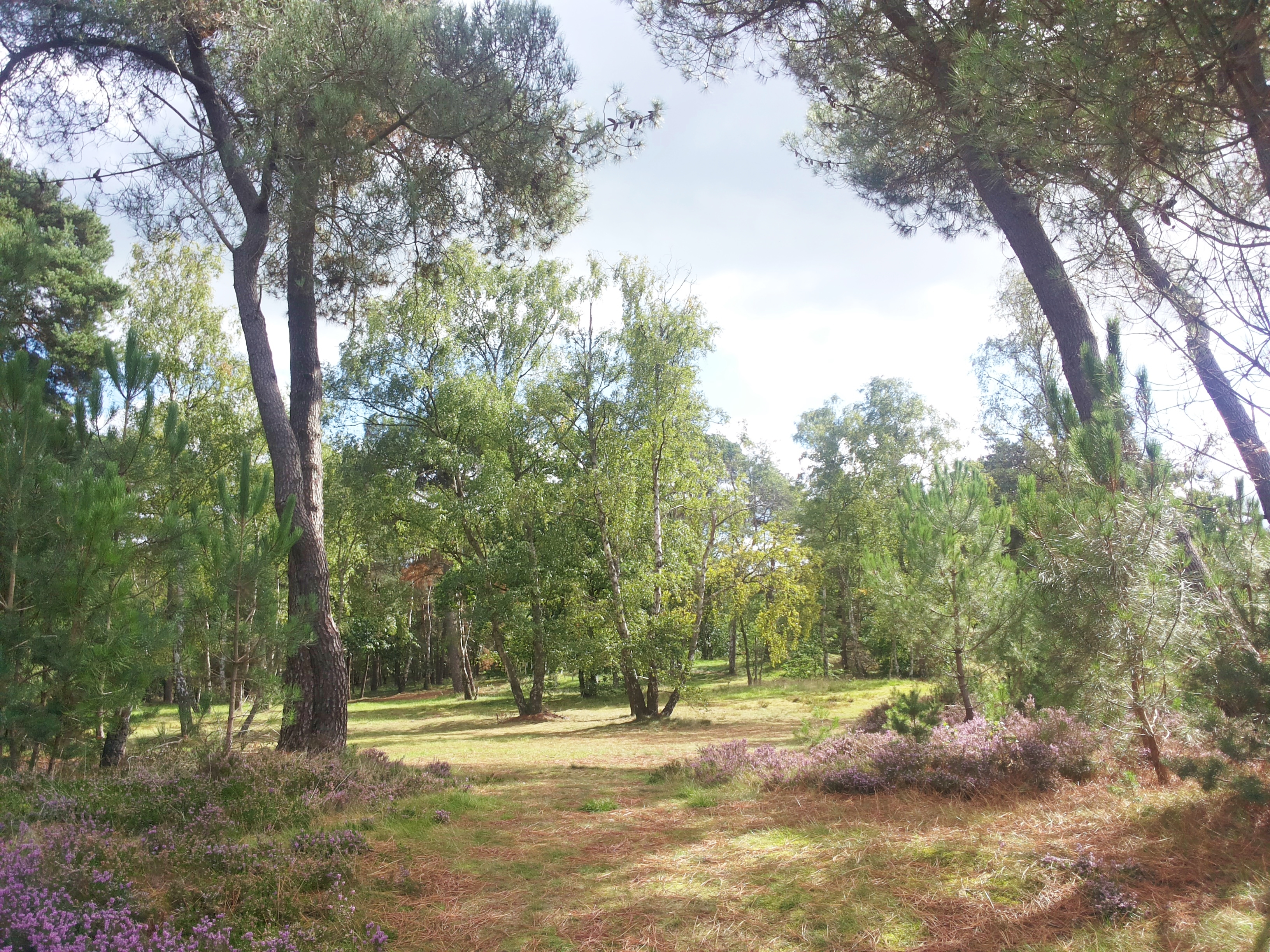
Heide in september
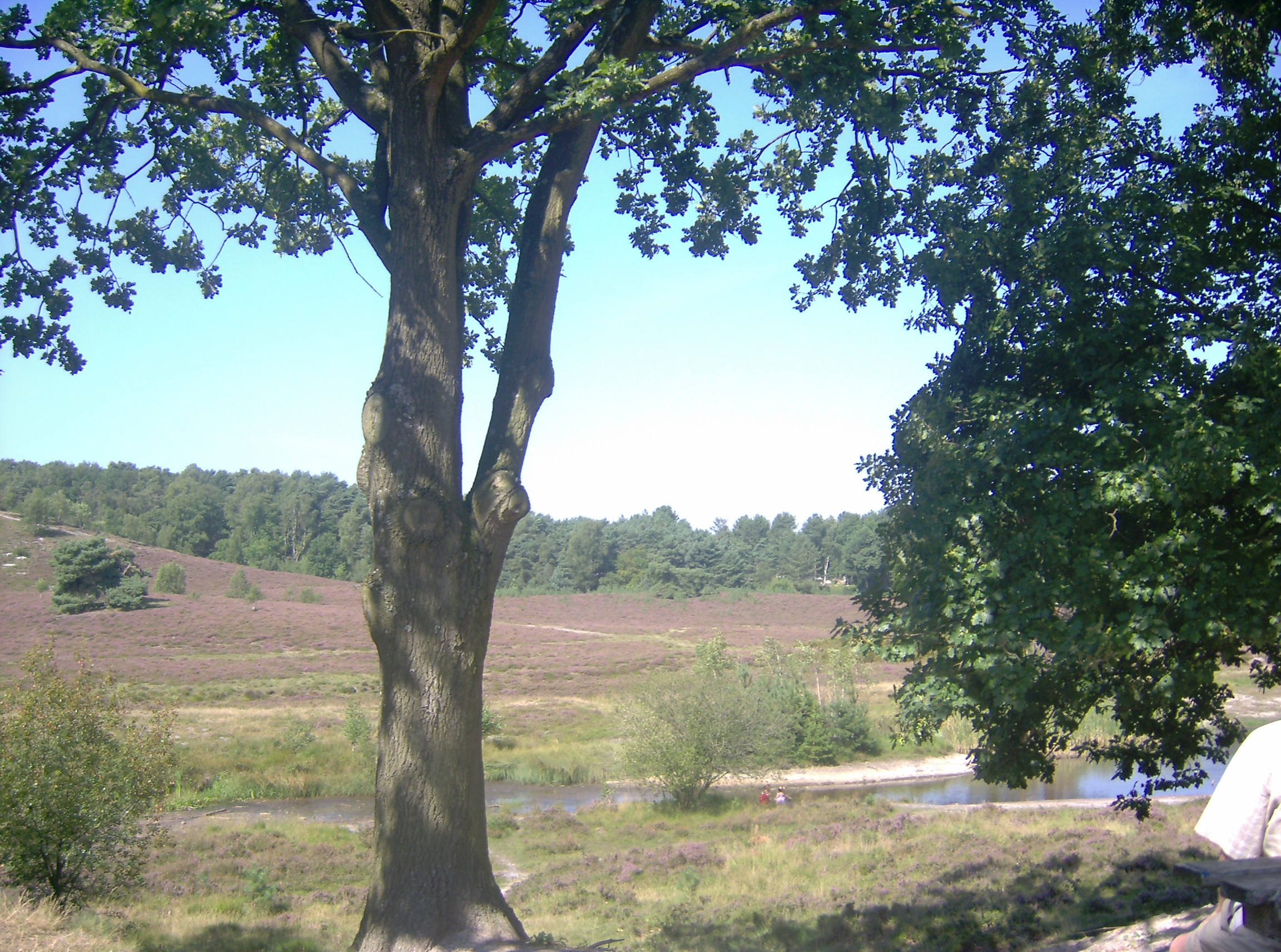
Vergezicht
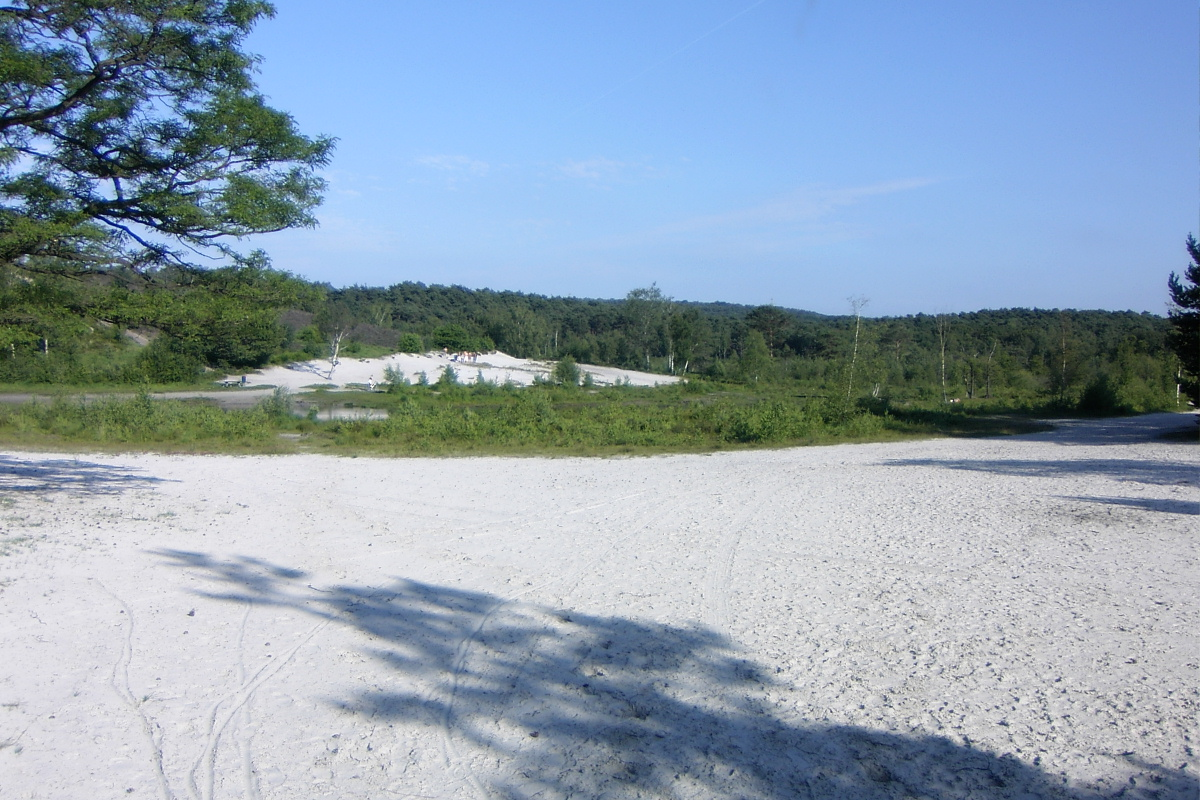
Zandvlakte
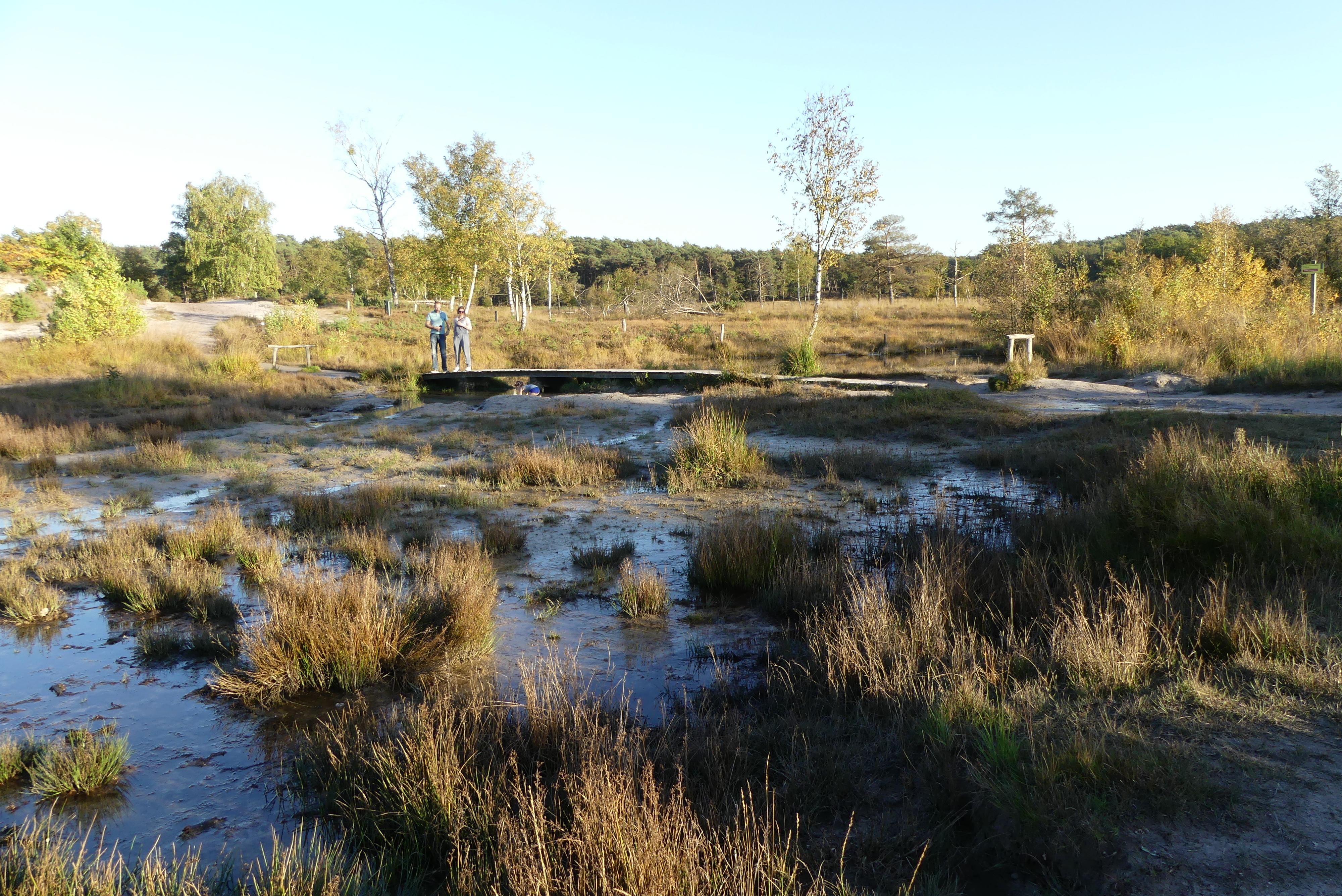
Drassige gronden rond de Roode Beek
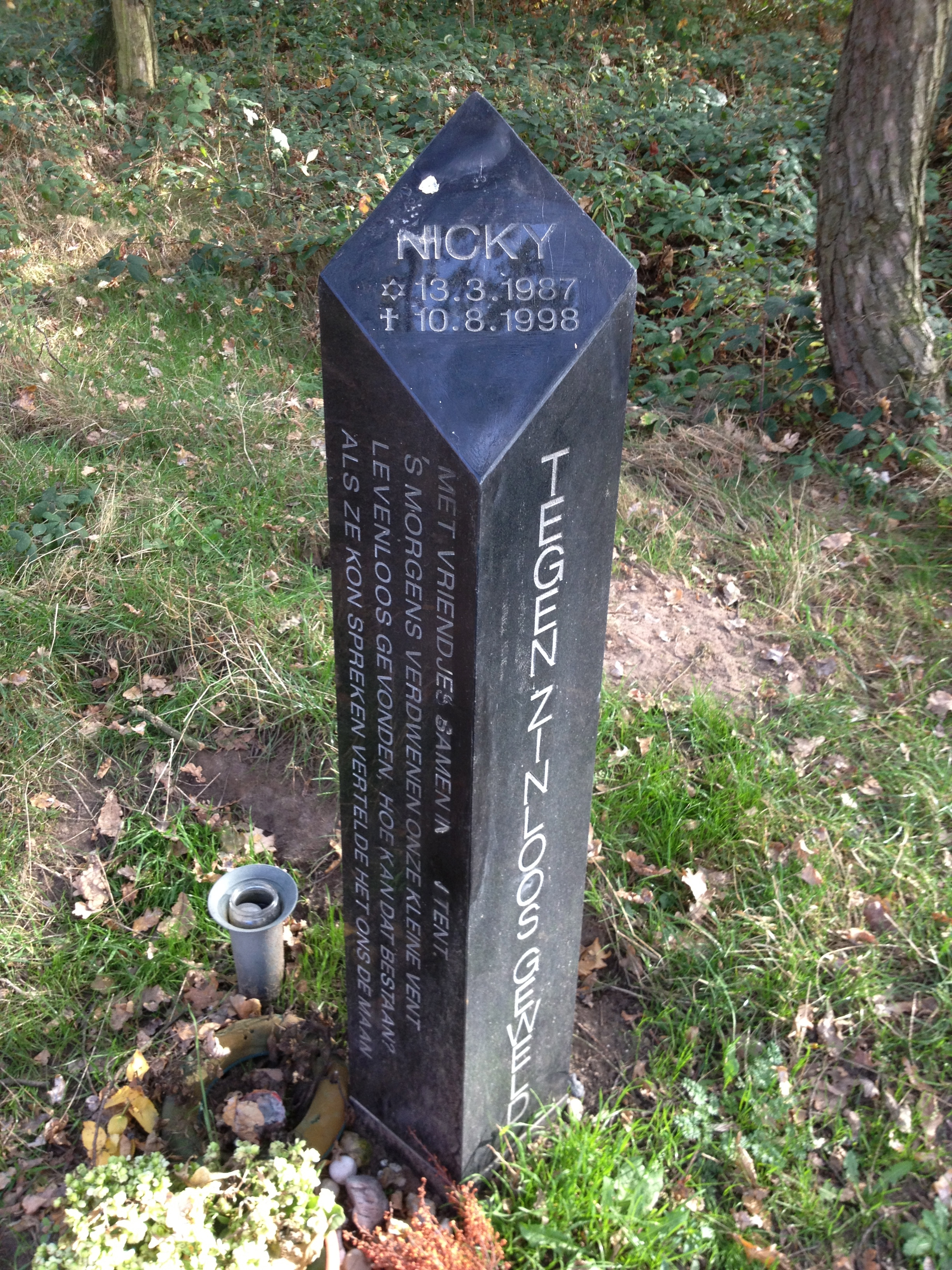
Herdenkingsmonument voor Nicky Verstappen